# Gheorghe Guțu
Gheorghe Guțu (n. 15 aprilie 1906, Galați, România – d. 15 decembrie 1994) a fost un traducător și clasicist român, specialist în limba și literatura latină, conferențiar universitar. A redactat și a publicat, între altele, un cuprinzător dicționar latin-român, considerat cel mai important dicționar de acest gen apărut în România. A tradus din mari clasici ai literaturii și istoriografiei latine.

## Biografie
Gheorghe Guțu a absolvit Facultatea de Filologie a Universității din București în 1928 cu magna cum laude. A fost profesor de limba latină la licee din Târgoviște, Cluj, Brașov (Liceul „Dr. Ioan Meșotă”) și București (din 1940 la Liceul „Titu Maiorescu”). De asemenea, în anii școlari 1957-1958 si 1958-1969, a predat limba latină la liceul Sfântul Sava (pe atunci Nicolae Bălcescu). Apoi a fost conferențiar la Seminarul pedagogic universitar „Titu Maiorescu” din București.

## Opera
- Lucius Annaeus Seneca. Viața, timpul și opera morală, Editura „Casa Școalelor”, 1944; Marta Gutu-Maftei, fiica autorului, a dedicat drepturile retiparirii monografiei editurii Humanitas, unde vede lumina tiparului in 2021.
- Publius Vergilius Maro, Studiu literar. București, în 1970.

### Dicționare
- Dicționar latin - român, Editura Științifică, București, 1966 (360 de pagini, format mediu); o ediție mai nouă a apărut la Editura Humanitas, în 2008.
- Dicționar latin - român, Editura Științifică și Enciclopedică, București, în 1983 (1326 de pagini, format 24 cm x 17 cm). Ediția a doua, revăzută și adăugită, a apărut la Editura Humanitas, din București, în anul 2003 (1448 de pagini, 25 cm). ISBN 9732809337.

### Manuale școlare
- Limba latină, Manual pentru clasa a IX-a, Editura Didactică și Pedagogică, București, 1967
- Limba latina, Manual pentru anul I de liceu
- Limba latina, Manual pentru clasa a VIII-a

### Traduceri
- Seneca, Scrisori către Luciliu, ed. Științifică, București, 1967; (reeditat la Humanitas in 2020)
- Dimitrie Cantemir, Descriptio Moldaviae, ed. Academiei Române, București,1971;
- Cicero, Opere, ed. Univers, București, 1973 (trei volume);
- Quintilian, Arta oratorică, ed. Minerva, București, 1974;
- Juvenal, Satire, ed. Univers, București, 1986;
- Tacitus, Anale, ed. Humanitas, București, 1995.

## Premii și distincții
- 1966 - Meritul științific